# Rostanh Berenguier de Marselha
Rostanh Berenguier de Marselha (fl....finals s. XIII o inicis del s. XIV...) fou un cavaller de l'orde de l'Hospital i trobador occità.

## Vida
Se'n tenien notícies a través de Joan de Nòstra Dama, que no és una font fiable. Però n'aparegueren una sèrie de poesies en el cançoner Giraud (cançoner "f"). Rostanh Berenguier era amic del mestre de l'Hospital Foulques de Villaret a qui dedica grans lloances en una composició (427,6 Si com trobam clar el vielh Testamen) comparant-lo a diversos personatges de l'antic testament. És conegut per ser un dels tres únics autors d'estampides en occità: 427,3 La dousa paria és una estampida; les altres cinc estampides conservades són la famosíssima Kalenda Maia de Raimbaut de Vaqueiras i les altres quatre foren obra de Cerverí de Girona. De les restants composicions de Rostanh Berenguier, tres, i encara una quarta sense resposta, són intercanvis poètics amb El bord del rei d'Aragó.

## Obra
- (427,1)[1] Ab dous dezir ay desirat (és una resposta a la petició del Bord del Rei d'Aragó 103,3 Un juoc novell ay entaulat)
- (427,2) D'amor de joy genitiva (és una resposta a la petició del Bord del Rei d'Aragó 103,2 Midons m'es enperativa)
- (427,3) La dousa paria (estampida)
- (427,4) Pos de sa mar man cavalier del Temple (apel·la també a el Bord, però o bé no escrigué cap poema en resposta o bé s'ha perdut).
- (427,5) Quant tot trop tart, tost quant plac trop (respost per El Bord del Rei d'Aragó Mesier G. pensan en prop)
- (427,6) Si com trobam clar el vielh Testamen (sirventès)
- (427,7) Tant es plasent nostr' amia (cançó)
- (427,8) Tot en aisi con es del balasicz (cançó amorosa dedicada a una dama amb el senhal de Bel conort)

### Repertoris
- Alfred Pillet / Henry Carstens, Bibliographie der Troubadours von Dr. Alfred Pillet […] ergänzt, weitergeführt und herausgegeben von Dr. Henry Carstens. Halle : Niemeyer, 1933 [Rostanh Berenguier és el número PC 427]